# Ringenhain
Ringenhain (obersorbisch Rynár) ist ein Ortsteil der Gemeinde Steinigtwolmsdorf in der Oberlausitz in Sachsen. Unter der Bezeichnung Ringenhayn ist die Gründung der Siedlung im Jahre 1363 auf bischöflich meißnischem Gebiet im Bautzener Dingbuch erwähnt. Das Ortsbild wird von 20 Umgebindehäusern geprägt, darunter das kleinste Umgebindehaus der Oberlausitz.

## Geographie
Der Ort liegt an der B 98 zwischen Steinigtwolmsdorf und Neukirch/Lausitz und erstreckt sich zu beiden Seiten des Flüsschens Wesenitz, das am Valtenberg entspringt, Ringenhain, Neukirch/Lausitz und Bischofswerda durchfließt und bei Heidenau in die Elbe mündet. Der Fluss Wesenitz bildete bis 1923 die Grenze zwischen der Meißner und der Lausitzer Seite des Ortes. Kurz nach dem Ersten Weltkrieg wurde die Teilung beseitigt. Heute spricht man umgangssprachlich vom „Dorf“ im Tal der Wesenitz und vom Gebiet der „Siedlung“ auf dem Berg in Waldnähe. Im Jahr 1995 wurde der Ort nach Steinigtwolmsdorf eingemeindet.
Wenige Kilometer südlich von Ringenhain, hinter Steinigtwolmsdorf, ist die Grenze zu Tschechien, wo es einen Fuß- und Radweg zum Dorf Severní gibt, das der am nördlichsten gelegene Ort Tschechiens ist. In der Nähe des Gasthauses Waldhaus an der Straße zwischen Steinigtwolmsdorf und Neustadt in Sachsen befindet sich auf tschechischer Seite der Grenzstein Nr. 2/40, der den nördlichsten Punkt Tschechiens bezeichnet.
In der Umgebung Ringenhains sind Ausflugsziele der Valtenberg im Hohwald, die Weifaer Höhe bei Weifa, den Großen Picho bei Tautewalde, den Aussichtspunkt Sieben Linden bei Steinigtwolmsdorf. Außerdem gibt es einen 7,8 km langen Rundwanderweg mit  Rundsichten. Die Umgebung Ringenhains wird durch Wanderwege erschlossen und im Winter in Richtung Valtenberg für Skilanglauf gespurt.

## In Ringenhain geborene Persönlichkeiten
- Carl Gottlieb Holtsch (1804–1863), später in Lübben (1829) und Guben (1833) tätiger Kantor und Gymnasiallehrer[4][5]
- Thea Kowař (1945–2022), Grafikerin

## Wappen
Das Ringenhainer Wappen zeigt einen Hahn. Der Sage nach war er das einzige Lebewesen, das eine verheerende Pest im Mittelalter überlebt hatte.

## Kulturelle und sportliche Einrichtungen
Im Ort gibt es einen Sportplatz mit Gaststätte und ein Dorfgemeindezentrum, das aus der ehemaligen Grundschule entstand. Die Grundschule ist im Jahr 2000 geschlossen worden und im Jahr 2005 wurde das neue Dorfgemeindezentrum Alte Schule eröffnet und ist seitdem für die allgemeine Nutzung offen. Es finden dort Familienfeste, Schulungen, Tagungen, Vorträge u. a. statt, es gibt dort eine kleine Bibliothek und einen Jugendclub. Außerdem finden hier auch Andachten der evangelisch-lutherischen Gemeinde Neukirch/Lausitz statt.
Eine Liste der Kulturdenkmäler findet sich in der Liste der Kulturdenkmale in Steinigtwolmsdorf.